# Walther Reinhardt
Walther Reinhardt (født 24. marts 1872 i Stuttgart, død 8. august 1930 i Berlin) var en tysk officer og politiker. Reinhardt var den anden og sidste krigsminister i Fristaten Preussen og den første chef for hærledelsen i Reichswehr.

## Krigsminister
Reinhardt var preussisk krigsminister fra 3. januar til 13. september 1919. En af hans opgaver var at organisere hjemsendelsen af de demobiliserede soldater fra Det tyske kejserriges hær. Kejserhæren blev formelt opløst den 19. januar 1919.

## Hærchef
Fra 13. september 1919 til marts 1920 var Reinhardt øverstkommanderende (generalmajor og Chef der Heeresleitung) for den tyske hær. Det var Reinhardts opgave at organisere hæren som en del af det midlertidige rigsværn (Vorläufige Reichswehr).
Den politiske ledelse af rigsværnet blev varetaget af Gustav Noske, der var rigsværnsminister fra 13. februar 1919 til 22. marts 1920. 